# Slovenské technické muzeum
Slovenské technické muzeum (zkráceně STM) je muzeum technického zaměření s celostátní působností se sídlem v Košicích. Dokumentuje vývoj vědy a techniky na území Slovenska, které bylo nejprůmyslovější částí Uherska. Prezentuje podíl Slovenska a jeho osobností na rozvoji světové vědy a techniky. Během své existence nashromáždilo více než 14 000 sbírek, mezi nimiž je zastoupeno hornictví, hutnictví, kovářství, strojírenství, elektrotechnika, fyzika, chemie, fotografické a kinematografické přístroje, geodézie a kartografie, hodinářství a astronomie.

## Historie
Počátky technického muzejnictví v Košicích spadají do válečného roku 1943, kdy město patřilo do horthyovského Maďarska. Po druhé světové válce část sbírek ve městě zůstala a vytvořila základ pro dnešní ústav, který byl s názvem Technické muzeum založen v roce 1947. Zakladatelem a prvním ředitelem byl Štefan Butkovič. Dnešní název získalo muzeum v roce 1983.
Během své existence muzeum nashromáždilo více než 14 000 sbírek. Jeho hlavní budova je umístěna v Paláci hornouherského generálního kapitanátu na Hlavní ulici v Košicích. Palác byl postaven v letech 1876 – 1899 v secesním stylu. V roce 1992 bylo založeno detašované pracoviště v Bratislavě se zaměřením na dopravu.

## Košické expozice
- Hutnická
- Hornická
- Strojírenská
- Uměleckého kovářství
- Oznamovací elektrotechniky
- Vývoje psacích strojů
- Z dějin fyziky na Slovensku
- Astronomická
- Chemická
- Síň elektrických výbojů
- Užitkových a ozdobných předmětů z kovů
- Vývoje geodetické techniky a kartografie
- Energetické oddělení Aurela Stodoly
- Specializovaným zařízením muzea je planetárium.
- Muzeum letectví, Letiště Košice

## Pobočky
- Expozice historických hodin, Budimírský zámek
- Muzeum J. M. Petzvala, Spišská Belá
- Muzeum dopravy, Bratislava
- Muzeum kinematografie rodiny Schusterovy, Medzev
- Hamr, Medzev
- Kovářská výheň, Moldava nad Bodvou
- Solivar, Prešov
- Vysoká pec, Vlachovo
- Expozice Historie hornictví na Spiši, Spišská Nová Ves